# Piloto mayor
El piloto mayor era un cargo designado por la Corona española que consistía en la preparación y ejecución de expediciones para la Casa de la Contratación de Indias.
Para poder ocupar este puesto se requería ser un experto navegante con capacidad de circunnavegar el globo terráqueo, trazar rutas marítimas y elaborar mapas para incorporarlos al padrón real.
Entre las responsabilidades de un piloto mayor también estaban las de ser sinodal de aspirantes al puesto de piloto navegante y censor de cartas e instrumentos de navegación.
Para realizar sus funciones contaba con ayuda de otros pilotos y cartógrafos.
El 22 de marzo de 1508, el rey español Fernando II de Aragón impuso este honor por primera vez a Américo Vespucio.

## Pilotos mayores de la Casa de la Contratación de Indias
Los nombres de los pilotos mayores del siglo XVI son bien conocidos, así como las fechas entre las que desempeñaron el cargo. Por el contrario, para el siglo XVII la información es más incierta.
- Américo Vespucio (1508-1512)
- Juan Díaz de Solís (1512-1516)
- Sebastián Caboto (1518-1552)
- Alonso de Chaves (1552-1586)
- Rodrigo Zamorano (1586-1612)
- Diego Ramírez de Arellano (1620-1624)
- Antonio Moreno (1624-1634)
- Juan Cruzado de la Cruz Mesa (1674-?)
- Juan de Saavedra (1658-1666)
- Francisco de Ruesta (1663-?)
- Alonso de Bacas Montoya (1668-1707)
- Francisco Antonio de Orbe (1707-1717)

## Otros pilotos destacados
- José Martín Espinosa de los Monteros
- Pedro Alonso Niño
- Andrés Niño
- Juan de la Cosa
- Jerónimo de Chaves
- Benito Aizpurúa
- Antón de Alaminos